# Cerkiew św. Bazylego we Włodzimierzu
Cerkiew św. Bazylego, zw. Rotundą – cerkiew prawosławna we Włodzimierzu zbudowana pomiędzy końcem XIII a połową XIV wieku. Obecnie w jurysdykcji Kościoła Prawosławnego Ukrainy (wcześniej Ukraińskiego Kościoła Prawosławnego Patriarchatu Kijowskiego).
Według miejscowych legend w 992 Włodzimierz Wielki, powracając z wojny, zatrzymał się na terenie dzisiejszego miasta Włodzimierz i wspólnie z towarzyszącymi mu drużynnikami osobiście wzniósł rotundową cerkiew pod wezwaniem św. Bazylego Wielkiego. Dokładna data budowy cerkwi nie jest jednak jednoznacznie ustalona – rejestr zabytków podaje XIII w., jednak wg badań W.Antonowycza i A.Prachowa cerkiew powstała w XIV–XV wieku. Z kolei M. Walicki w 1931 roku porównując ornamentykę północnego portalu z portalem Opactwa Cystersów w Wąchocku uznał, że cerkiew powstała w końcu XIII wieku. Świątynię wzniesiono z dobrze wypalonej cegły palcówki o przeciętnych wymiarach 26-27 × 12 × 8-8,5 cm układanej w wątku wendyjskim. Do 1914 w jej północnej ścianie znajdowała się deska z napisem w języku cerkiewnosłowiańskim, z którego możliwe do odczytania były jedynie słowa Boże dopomóż... kniaź oraz data 670 (odpowiadająca dacie rocznej 1194). Jednak źródła pisane wspominają o istnieniu cerkwi na miejscu zachowanego do naszych czasów obiektu dopiero w pierwszej połowie XVI wieku; w tym okresie budynek jest opisywany w dokumentach jako zapuszczony i wymagający remontu. Wiadomo również, że służący w świątyni duchowny imieniem Martyn sprzeciwił się aktowi unii brzeskiej i został z tego powodu ekskomunikowany przez biskupa włodzimierskiego i brzeskiego Hipacego Pocieja.
Remont porzuconej cerkwi został podjęty w 1844. W czasie renowacji zmienione zostało rozplanowanie świątyni. Do rotundy mieszczącej nawę i prezbiterium obiektu dobudowano dzwonnicę, przedsionek, przypory, a budynek otoczono murem. W cerkwi pojawiła się również ikona Matki Bożej przeniesiona ze spalonej w 1859 r. cerkwi Wprowadzenia Matki Bożej do Świątyni we Włodzimierzu Wołyńskim. 
W latach 1900–1901 cerkiew przebudowano w stylu moskiewskim wg projektu K. Kozłowa, zwieńczając dach dwoma cebulastymi kopułami oraz dwoma portalami, których pierwotnie nie posiadała. Na podstawie badań archeologicznych prowadzonych w sąsiedztwie budynku ustalono, że na miejscu dzisiejszej świątyni znajdowała się najprawdopodobniej cerkiew znacznie starsza. W 1955 prof. M. Karher (M.K. Karger) odkrył w tym miejscu ruiny nieznanego dotąd budynku sakralnego.
Cerkiew jest wpisana do rejestru zabytków o znaczeniu ogólnokrajowym.

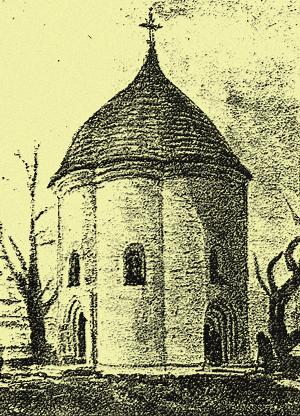
Rekonstrukcja pierwotnego wyglądu Rotundy
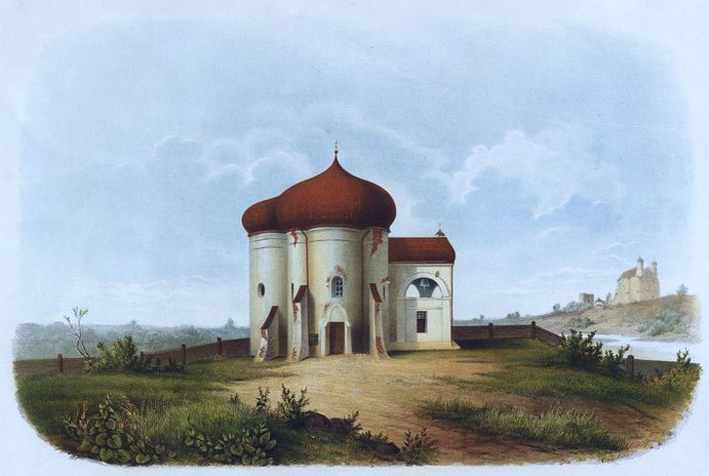
Wygląd w 1888 r.
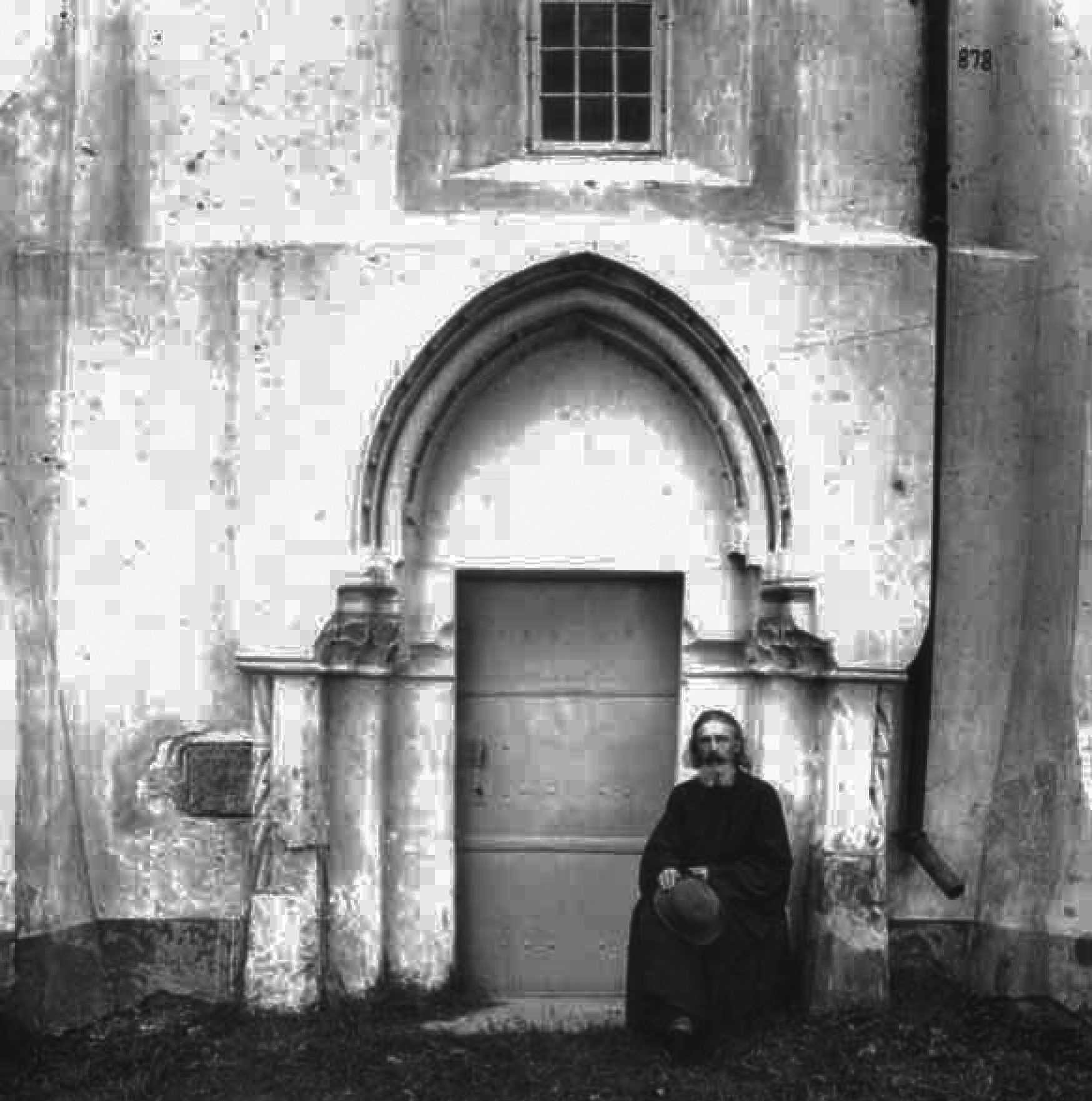
Gotycki portal północny (1914)
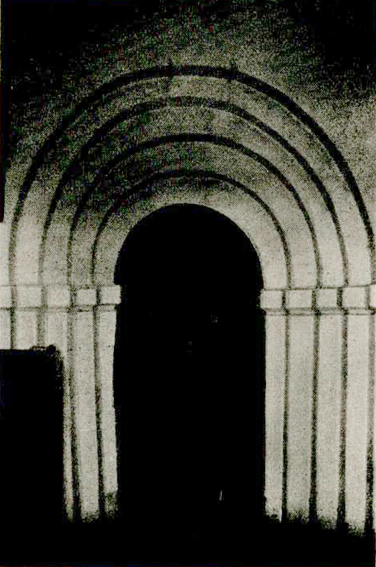
Romański portal zachodni (1931)
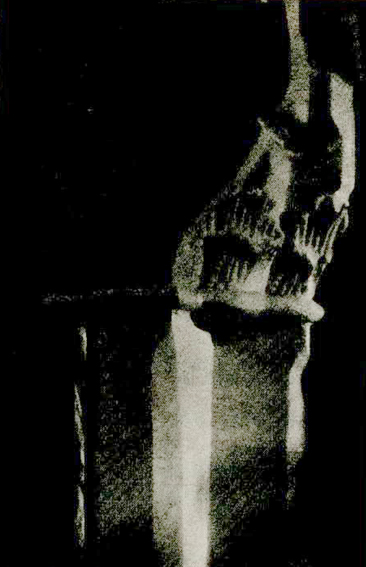
Romański kapitel
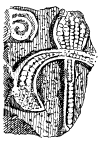
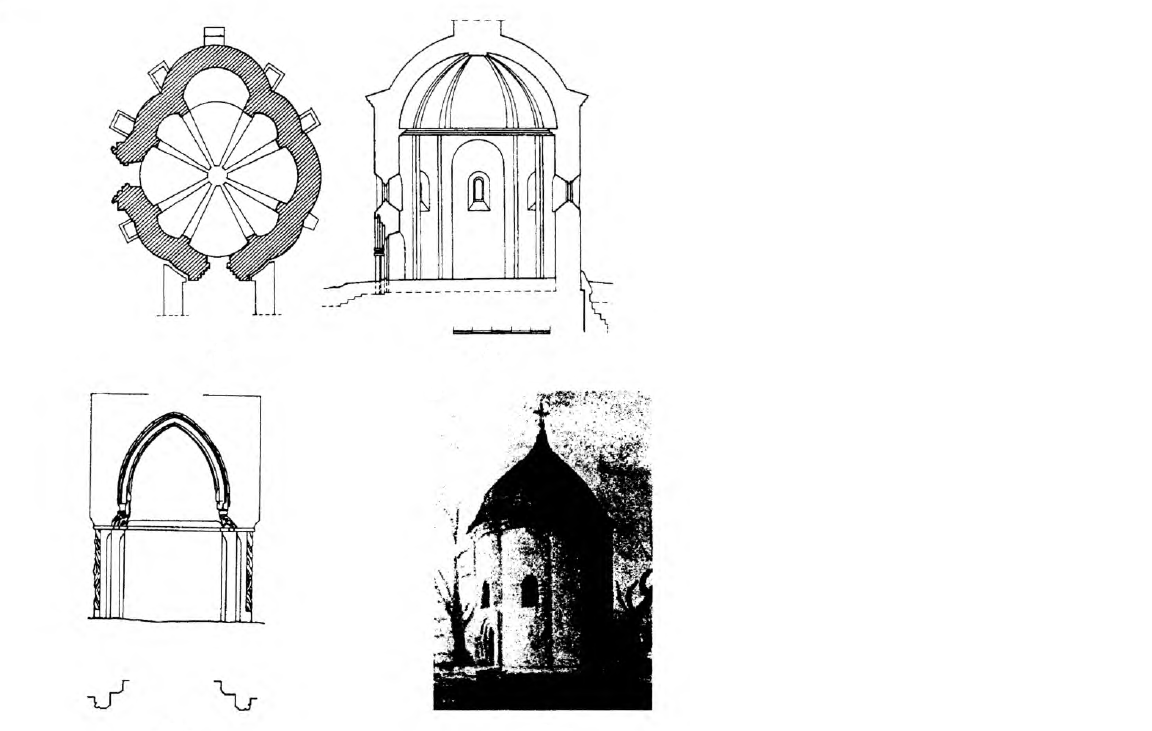
Plany i przekroje Rotundy